# Nina Bott
Nina Bott (Hamburgo, 1 de janeiro de 1978) é uma atriz, cantora e apresentadora de televisão alemã

## Formação e carreira
Nina Bott foi a campeã juvenil de Hamburgo no windsurf em 1995. Em julho de 1997 obteve o Abitur no Gymnasium Corveystraße em Lokstedt, Hamburgo.

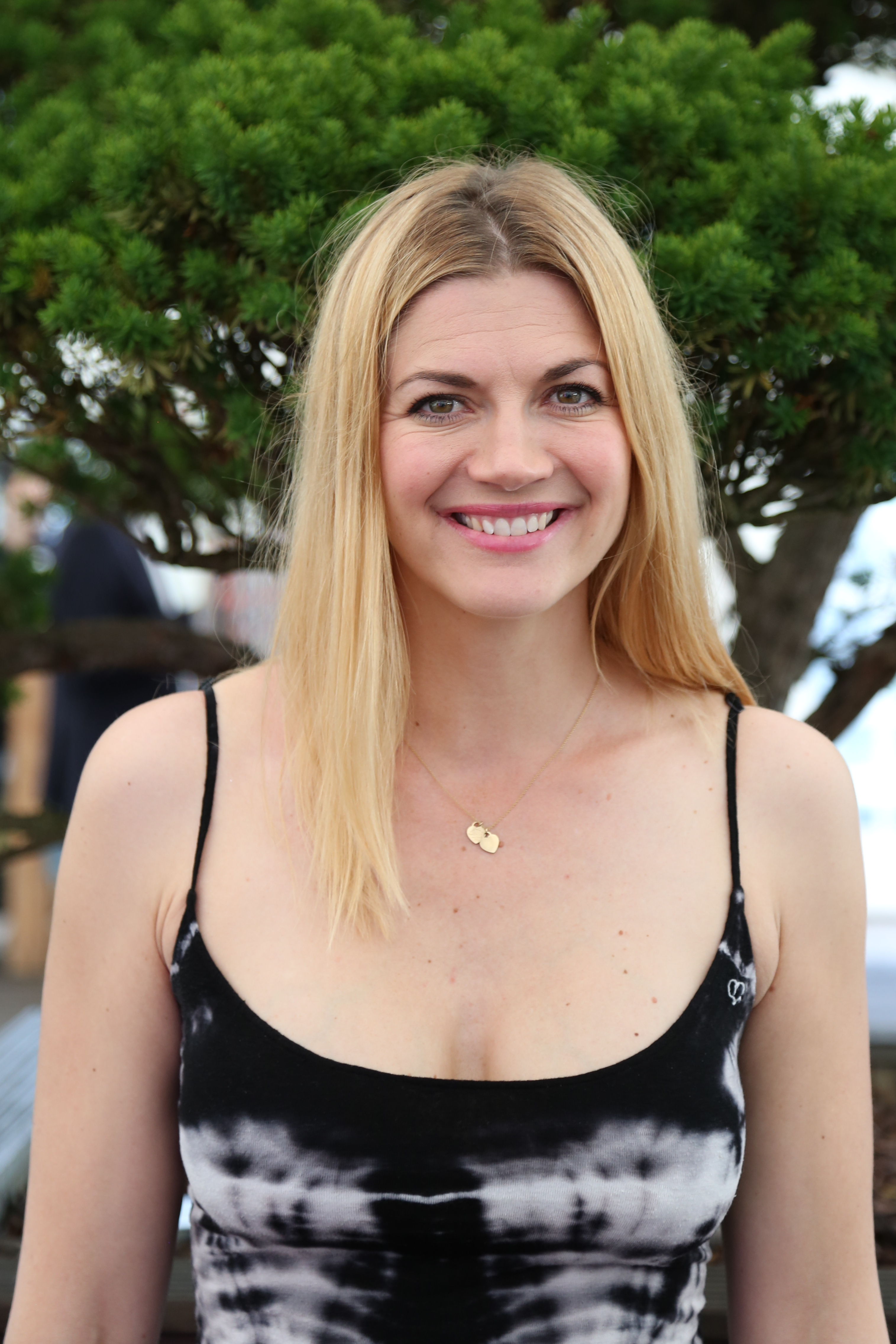
Nina Bott no Aspria-Sommerfest 2017

De outubro de 1997 a setembro de 2005 Bott fez o papel de Cora Hinze na soap opera da RTL Television Gute Zeiten, schlechte Zeiten. A partir de 9 de julho de 2008 esteve na soap opera Alles was zählt no papel de Celine Laffort. Em 2010 ela deixou a série para cuidar de sua família em Hamburgo. De junho de 2011 a janeiro de 2012 interpretou o papel de Julia Mendes na soap opera Verbotene Liebe.
De 20 de dezembro de 2007 a 3 de janeiro de 2008 participou da segunda temporada de Stars auf Eis. De 9 de abril de 2010 a 21 de maio de 2010 participou da terceira temporada do show Let’s Dance e lá conquistou o terceiro lugar.
Foi modelo da Playboy três vezes: nas edições de fevereiro de 2002, fevereiro de 2012 e junho de 2017.
De outubro de 2016 a dezembro de 2019 moderou o programa Prominent! na VOX, alternando com Amiaz Habtu e Nova Meierhenrich, mais tarde também com Laura Dahm. Também pôde ser vista em 2016 no Documentário 6 Mütter na VOX.
Bott tem um filho (* 2003) de um relacionamento (1995-2012) com o cinegrafista Florian König e uma filha (* 2015) e dois filhos (* 2019, 2021) de seu relacionamento com o consultor de gestão Benjamin Baarz. Mora com sua família em Hamburgo.

## Filmografia (seleção)

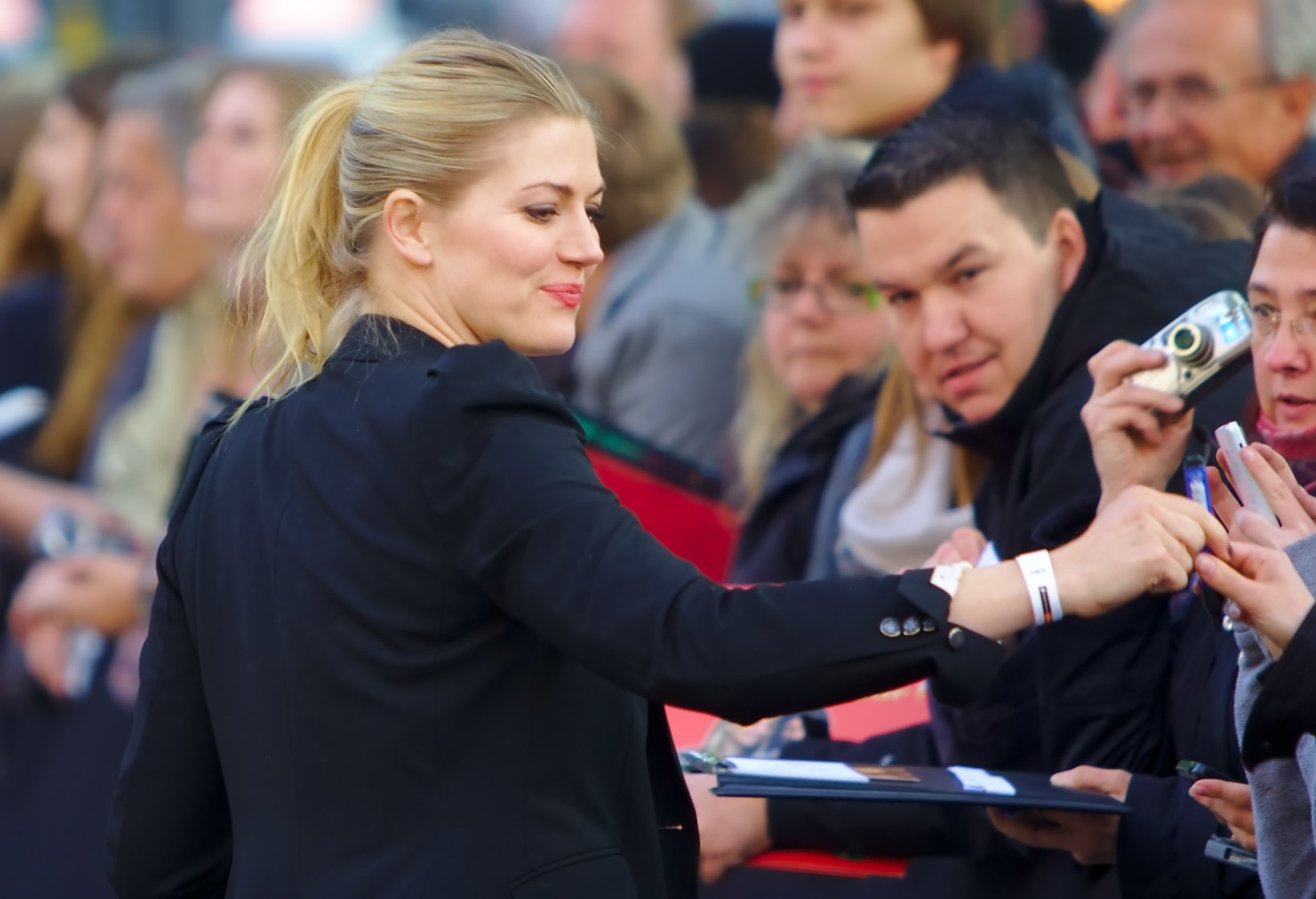
Bott dá autógrafos na estreia de um filme (2014)

- 1997–2005: Gute Zeiten, schlechte Zeiten (série de televisão, 1990 episódios)
- 2002: Das beste Stück (filme de televisão)
- 2002–2003: Hinter Gittern – Der Frauenknast (série de televisão, 8 episódios)
- 2002–2005: Blaubär und Blöd
- 2006: Die Sturmflut (filme de televisão)
- 2006: Unter den Linden – Das Haus Gravenhorst (série de televisão, 13 episódios)
- 2007: SOKO Kitzbühel (série de televisão, 1 episódio)
- 2007: Rosamunde Pilcher – Flügel der Hoffnung
- 2007: Ein unverbesserlicher Dickkopf (filme de televisão)
- 2007: Alarm für Cobra 11 – Die Autobahnpolizei (série de televisão, 1 episódio)
- 2008–2010: Alles was zählt (série de televisão, 543 episódios)
- 2008: Das Traumhotel – Karibik (série de televisão)
- 2009: Inga Lindström – Sommermond
- 2010: Countdown – Die Jagd beginnt (série de televisão)
- 2011–2012: Verbotene Liebe (série de televisão, 133 episódios)
- 2011: Der letzte Bulle (série de televisão, 1 episódio)
- 2011: Emilie Richards – Sehnsucht nach Sandy Bay
- 2011: Das Traumschiff – Kambodscha (série televisiva)
- 2012: SOKO Stuttgart (série de televisão, 1 episódio)
- 2012: In aller Freundschaft (série de televisão, 1 episódio)
- 2013: Heiter bis tödlich: Morden im Norden (série de televisão, 1 episódio)
- 2014: Inga Lindström – Sterne über Öland
- 2014: Kreuzfahrt ins Glück (série de televisão, 1 episódio)
- 2015: Männer! – Alles auf Anfang (série de televisão, 1 episódio)
- 2016, 2019: Grill den Henssler (show de televisão, 2 episódios)
- 2018: Genial daneben – Das Quiz (show de televisão, 1 episódio)

## Teatro
- 1995: Carlos, Tankred Dorst
- 1995: Preparadisesorrynow, Fassbinder
- 1996: LiebeGehirneAbwickeln, Uwe Paulsen
- 1997: Unter dem Milchwald, Dylan Thomas
- 1997: Yvonne, Prinzessin von Burgund
- 2013: Achtung Deutsch, Stefan Vögel[2]
- 2014: Der Mann, der sich nicht traut, Curth Flatow[3]
- 2014–2015: Paarungen, Éric Assous[4]

## Livros
- com Leonie Lutz: Generation Mami. 999 Begriffe rund um die Schwangerschaft für 9 Monate voller Liebe, Lust und Launen. Goldmann, München 2004, ISBN 3-442-16660-8.
- com Josephine Bayer: Baby-Beikost. Vorkochen. Einfrieren. Entspannen. Becker Joest Volk, Hilden 2018, ISBN 978-3-95453-141-7.

## Discografia
- 1998: Gute Zeiten – Schlechte Zeiten – Vol. 14: Voll Cool – Die Schnee-CD (Tic Tic Toc)
- 1999: Gute Zeiten – Schlechte Zeiten – Vol. 18: Party Pack (& Nadine Dehmel: Deep)
- 2001: Gute Zeiten – Schlechte Zeiten – Unter Sternen: Musik & Tips für 12 Sternzeichen